# Essl András
Essl András, néhol Essel (Windischeschenbach, 1834./1837. – Budapest, 1890. március 2.) német származású magyar szabómunkás, pártmunkás.

## Élete
1857-ben került Magyarországra, s bekapcsolódott a munkásmozgalomba. Részt vett az Általános Munkásegylet (ÁME) létrehozásában, s 1870-ben megválasztották alelnöknek, a következő évben pedig elnöknek. Kapcsolatban állt a kor neves gondolkodóival, Karl Liebknecht-tel és August Bebellel. A tudományos szocializmus elkötelezett híve volt, bár Lassalle hatása is meghatározó volt nála. 1872-ben a hűtlenségi per fővádlottja volt, ám végül felmentették. 1873-ban a Magyarországi Munkáspárt alapítója, s a párt tisztikarában is részt vett. Emellett érdemei voltak a Nemválasztók Pártjának létrehozásában. Egy időben a Magyarországi Általános Munkáspárt tagja volt. Az 1880-as évek első felében Szalay Andrással együtt kilépett a Magyarországi Általános Munkáspártból, s megszervezte a radikális szocialista pártellenzéket. Az 1880-as évek második felében visszatért korábbi pártjához.